# Dactylorhiza kalopissii
Dactylorhiza kalopissii là một loài thực vật có hoa trong họ Lan. Loài này được E.Nelson mô tả khoa học đầu tiên năm 1976.